# Чехия на Олимпийских играх
Чехия впервые приняла участие в Олимпийских играх как независимая республика в 1994 году и участвовала во всех последующих зимних и летних Олимпийских играх. Ранее чешские спортсмены принимали участие в Олимпийских играх в составе сборных Богемии и Чехословакии.
За время выступления на Олимпийских играх в составе команды Богемии чешские спортсмены завоевали 4 олимпийские медали - 1 серебряную и 3 бронзовых.
За время выступления на Олимпийских играх в составе команды Чехословакии чешские спортсмены завоевали 132 олимпийские медали — 43 золотых, 43 серебряных и 46 бронзовых, из них 117 (42 золотых, 40 серебряных и 35 бронзовых) — на летних Олимпиадах и 15 (1 золотую, 3 серебряных и 11 бронзовых) — на зимних Олимпиадах.
За время выступления на Олимпийских играх в качестве самостоятельной команды чешские спортсмены завоевали 100 олимпийских медалей: 29 золотых, 32 серебряных и 39 бронзовых. Из них 67 медалей (19 золотых, 21 серебряную и 27 бронзовых) на летних Олимпиадах и 33 медали (10 золотых, 11 серебряных и 12 бронзовых) — на зимних Олимпиадах. Больше всего медалей чешские спортсмены завоевали в гребле на байдарках и каноэ, лёгкой атлетике и стрельбе.
НОК Чехии был основан в 1899 году и признан в нынешней форме в 1993 году.

## Таблица медалей
| Игры                | Спортсменов                                         | Золото                                              | Серебро                                             | Бронза                                              | Всего                                               | Место                                               |                                                     |
| ------------------- | --------------------------------------------------- | --------------------------------------------------- | --------------------------------------------------- | --------------------------------------------------- | --------------------------------------------------- | --------------------------------------------------- | --------------------------------------------------- |
| 1900—1912           | Спортсмены выступали в составе сборной Богемии      | Спортсмены выступали в составе сборной Богемии      | Спортсмены выступали в составе сборной Богемии      | Спортсмены выступали в составе сборной Богемии      | Спортсмены выступали в составе сборной Богемии      | Спортсмены выступали в составе сборной Богемии      | Спортсмены выступали в составе сборной Богемии      |
| 1920—1992           | Спортсмены выступали в составе сборной Чехословакии | Спортсмены выступали в составе сборной Чехословакии | Спортсмены выступали в составе сборной Чехословакии | Спортсмены выступали в составе сборной Чехословакии | Спортсмены выступали в составе сборной Чехословакии | Спортсмены выступали в составе сборной Чехословакии | Спортсмены выступали в составе сборной Чехословакии |
| 1996 Атланта        | 115                                                 | 4                                                   | 3                                                   | 4                                                   | 11                                                  | 17                                                  |                                                     |
| 2000 Сидней         | 119                                                 | 2                                                   | 3                                                   | 3                                                   | 8                                                   | 28                                                  |                                                     |
| 2004 Афины          | 142                                                 | 1                                                   | 3                                                   | 5                                                   | 9                                                   | 42                                                  |                                                     |
| 2008 Пекин          | 134                                                 | 3                                                   | 3                                                   | 1                                                   | 7                                                   | 24                                                  |                                                     |
| 2012 Лондон         | 133                                                 | 4                                                   | 3                                                   | 4                                                   | 11                                                  | 19                                                  |                                                     |
| 2016 Рио-де-Жанейро | 104                                                 | 1                                                   | 2                                                   | 7                                                   | 10                                                  | 43                                                  |                                                     |
| 2020 Токио          | 115                                                 | 4                                                   | 4                                                   | 3                                                   | 11                                                  | 18                                                  |                                                     |
| 2024 Париж          | 55                                                  | 3                                                   | 0                                                   | 2                                                   | 5                                                   | 28                                                  |                                                     |
| Всего               | Всего                                               | 22                                                  | 21                                                  | 29                                                  | 72                                                  |                                                     |                                                     |

| Игры                | Спортсменов                                         | Золото                                              | Серебро                                             | Бронза                                              | Всего                                               | Место                                               |                                                     |
| ------------------- | --------------------------------------------------- | --------------------------------------------------- | --------------------------------------------------- | --------------------------------------------------- | --------------------------------------------------- | --------------------------------------------------- | --------------------------------------------------- |
| 1924—1992           | Спортсмены выступали в составе сборной Чехословакии | Спортсмены выступали в составе сборной Чехословакии | Спортсмены выступали в составе сборной Чехословакии | Спортсмены выступали в составе сборной Чехословакии | Спортсмены выступали в составе сборной Чехословакии | Спортсмены выступали в составе сборной Чехословакии | Спортсмены выступали в составе сборной Чехословакии |
| 1994 Лиллехаммер    | 65                                                  | 0                                                   | 0                                                   | 0                                                   | 0                                                   | –                                                   |                                                     |
| 1998 Нагано         | 61                                                  | 1                                                   | 1                                                   | 1                                                   | 3                                                   | 14                                                  |                                                     |
| 2002 Солт-Лейк-Сити | 76                                                  | 1                                                   | 2                                                   | 0                                                   | 3                                                   | 16                                                  |                                                     |
| 2006 Турин          | 83                                                  | 1                                                   | 2                                                   | 1                                                   | 4                                                   | 15                                                  |                                                     |
| 2010 Ванкувер       | 90                                                  | 2                                                   | 0                                                   | 4                                                   | 6                                                   | 14                                                  |                                                     |
| 2014 Сочи           | 87                                                  | 2                                                   | 4                                                   | 2                                                   | 8                                                   | 15                                                  |                                                     |
| 2018 Пхёнчхан       | 93                                                  | 2                                                   | 2                                                   | 3                                                   | 7                                                   | 14                                                  |                                                     |
| 2022 Пекин          | 114                                                 | 1                                                   | 0                                                   | 1                                                   | 2                                                   | 21                                                  |                                                     |
| Всего               | Всего                                               | 10                                                  | 11                                                  | 12                                                  | 33                                                  |                                                     |                                                     |

## Медали по видам спорта
| Вид                         | Золото | Серебро | Бронза | Всего |
| --------------------------- | ------ | ------- | ------ | ----- |
| Лёгкая атлетика             | 5      | 2       | 9      | 16    |
| Гребля на байдарках и каноэ | 7      | 6       | 6      | 19    |
| Конькобежный спорт          | 3      | 2       | 2      | 7     |
| Стрельба                    | 3      | 4       | 4      | 11    |
| Сноуборд                    | 2      | 0       | 1      | 3     |
| Лыжные гонки                | 1      | 5       | 3      | 9     |
| Академическая гребля        | 1      | 3       | 1      | 5     |
| Велоспорт                   | 1      | 1       | 0      | 2     |
| Современное пятиборье       | 1      | 0       | 1      | 2     |
| Хоккей                      | 1      | 0       | 1      | 2     |
| Горнолыжный спорт           | 1      | 0       | 1      | 2     |
| Дзюдо                       | 2      | 0       | 0      | 2     |
| Теннис                      | 2      | 3       | 4      | 9     |
| Фристайл                    | 1      | 0       | 0      | 1     |
| Биатлон                     | 0      | 4       | 3      | 7     |
| Бокс                        | 0      | 1       | 0      | 1     |
| Парусный спорт              | 0      | 1       | 0      | 1     |
| Триатлон                    | 0      | 0       | 1      | 1     |
| Борьба                      | 0      | 0       | 1      | 1     |
| Фехтование                  | 0      | 0       | 2      | 2     |
| Итого                       | 31     | 32      | 40     | 103   |